# Narraga tessularia

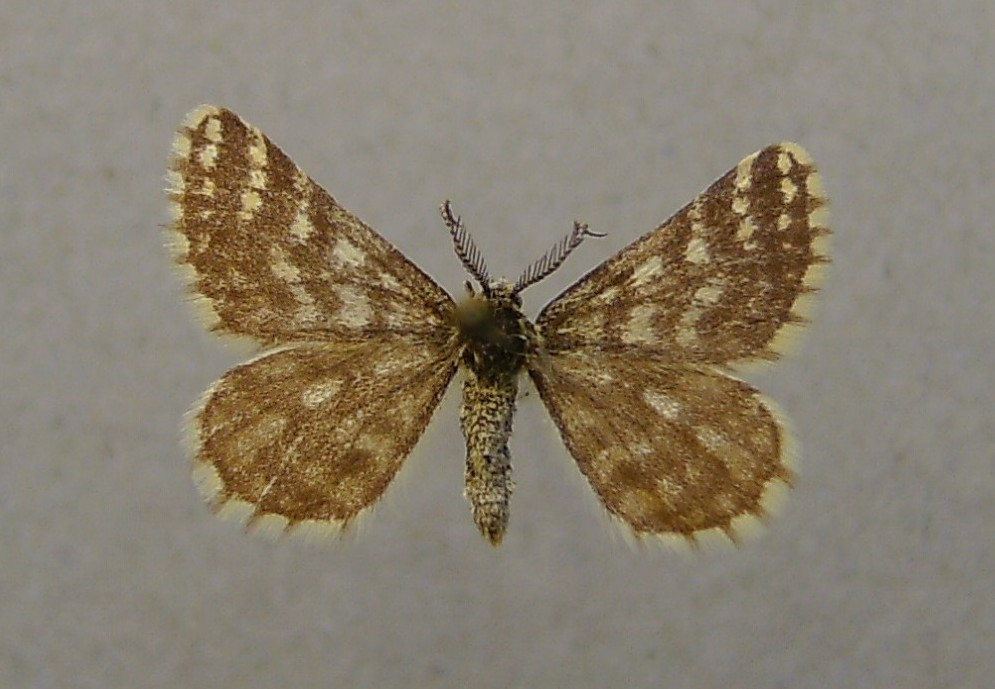
Narraga tessularia, Männchen

Narraga tessularia ist ein Schmetterling (Nachtfalter) aus der Familie der Spanner (Geometridae).

## Merkmale

### Falter
Die relativ kleinen Falter erreichen eine Flügelspannweite von 12 bis 15 Millimetern bei den Weibchen und 15 bis 18 Millimetern bei den Männchen. Auf den Flügeln herrschen blasse gelbweiße Tönungen vor. Vier schmale dunkle Querbinden heben sich grau oder bräunlich auf den Vorderflügeln hervor. Nach Kasy ist die Grundfarbe der Männchen der Populationen des Neusiedler See Gebietes in der ersten Generation hellgelb, in der zweiten Generation gelbweiß oder fast weiß, bei den weiblichen Faltern ist sie stets weiß. Die Hinterflügel entsprechen farblich den Vorderflügeln und haben drei schmale dunkle Binden. Die Fransen sind braun-weiß gescheckt. Die Fühler der Männchen sind bis in die Spitzen gekämmt, diejenigen der Weibchen sind fadenförmig.

### Ähnliche Arten
Die Falter von Narraga fasciolaria zeigen meist ein insgesamt dunkler gelb gefärbtes Erscheinungsbild sowie breitere Querlinien und erreichen bei beiden Geschlechtern eine geringfügig größere Flügelspannweite (16 bis 21 Millimeter). Zur eindeutigen Bestimmung ist eine genitalmorphologische Untersuchung zu empfehlen.
Eine gute Unterscheidungsmöglichkeit bietet das Raupenstadium, da N. fasciolaria nur den Feld-Beifuß (Artemisia campestris) als Futterpflanze annimmt, während N. tessularia an Strand-Beifuß (Artemisia maritima) lebt.

## Geographisches Verbreitung und Vorkommen
Die Nominatform Narraga tessularia tessularia bewohnt die russischen Steppen. Auf Salzsteppen in Ungarn sowie im Burgenland kommt die ssp. Narraga tessularia kasyi vor. Weitere Vorkommensgebiete befinden sich in Bulgarien, Rumänien und in der Slowakei.

## Lebensweise
Die Falter sind überwiegend dämmerungsaktiv, fliegen zuweilen aber auch am Tage. Sie bilden zwei Generationen im Jahr. Die erste erscheint aus überwinternden Puppen ab Mai, die zweite nach einer Entwicklungszeit von nur zwei Monaten ab Juli. Die Raupen ernähren sich von den Blättern des Strand-Beifuß (Artemisia maritima). Die Verpuppung erfolgt in einem Kokon an der Erde.